# Río Quillen
El río Quillen (en mapudungum: hermoso) es un curso de agua dentro del departamento Aluminé en la provincia del Neuquén, Argentina.

## Curso
El río nace en la desembocadura del Lago Quillén, y recorre en dirección este aproximadamente 35 kilómetros antes de verter sus aguas al río Aluminé por su margen derecha.
En el comienzo de su curso recibe por su margen derecha el aporte del río Malalco.
El Quillen superior es más inaccesible y no tan fácil de caminar. La zona de la boca en el Lago Quillen es bastante particular, ya que es muy profunda, la velocidad de la corriente mínima, prácticamente invadeable y muy profusa en vegetación. Allí, más que pescar, lo indicado es observar los grandes ejemplares que cada tanto ingresan del lago.

## Aprovechamiento
Su curso es muy valorado para la pesca deportiva pudiendo encontrarse truchas arco iris y marrones. También amplias áreas cercanas a la margen del río se han utilizado para la forestación.